# سيارة مدمجة

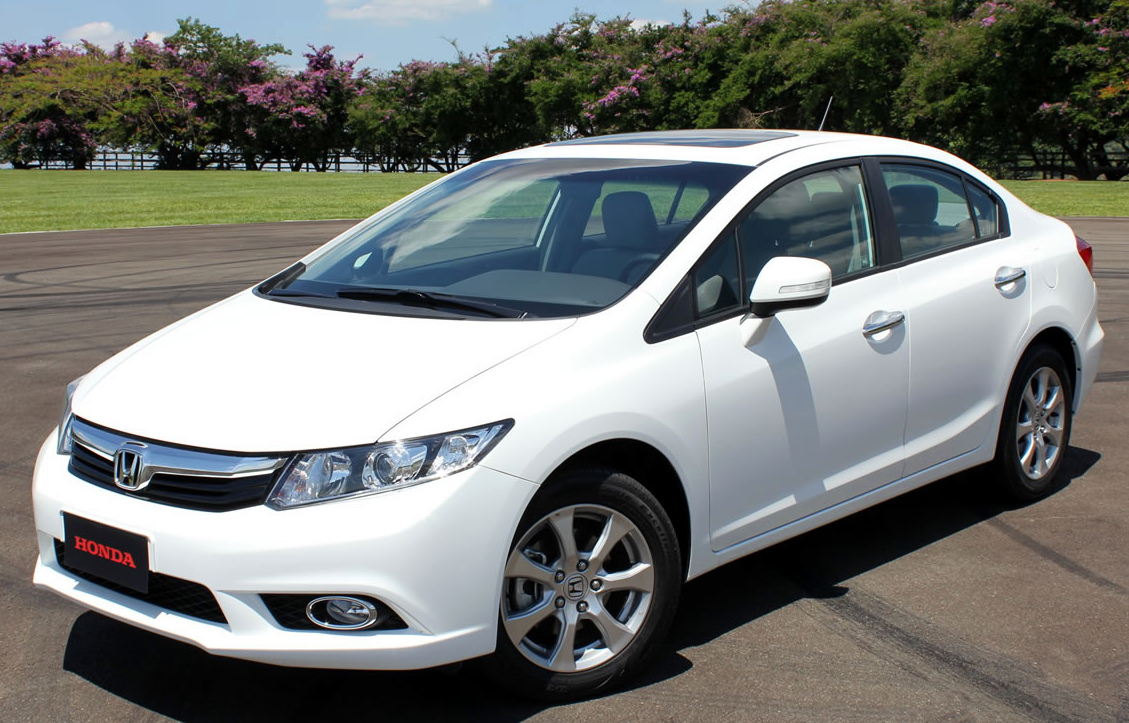
نموذج ياباني للسيارة المضغوطة نوعها هوندا سيفيك

سيارة مدمجة (بالإنجليزية: Compact car)‏ (في لهجة شمال أمريكا) أو السيارة العائلية الصغيرة في اللهجة البريطانية، هي سيارة كلاسيكية أكبر من السيارة الثانوية لكنها أصغر من السيارة متوسطة الحجم، حيث تقع ضمن الشريحة سي للسيارات حسب التصنيف الأوروبي. في اليابان تعتبر سيارات الركاب صغيرة الحجم فئة تسجيل تقع بين سيارات kei (keijidōsha) والسيارات العادية بناءً على الحجم الكلي وحدود إزاحة المحرك.

## النماذج الأمريكية

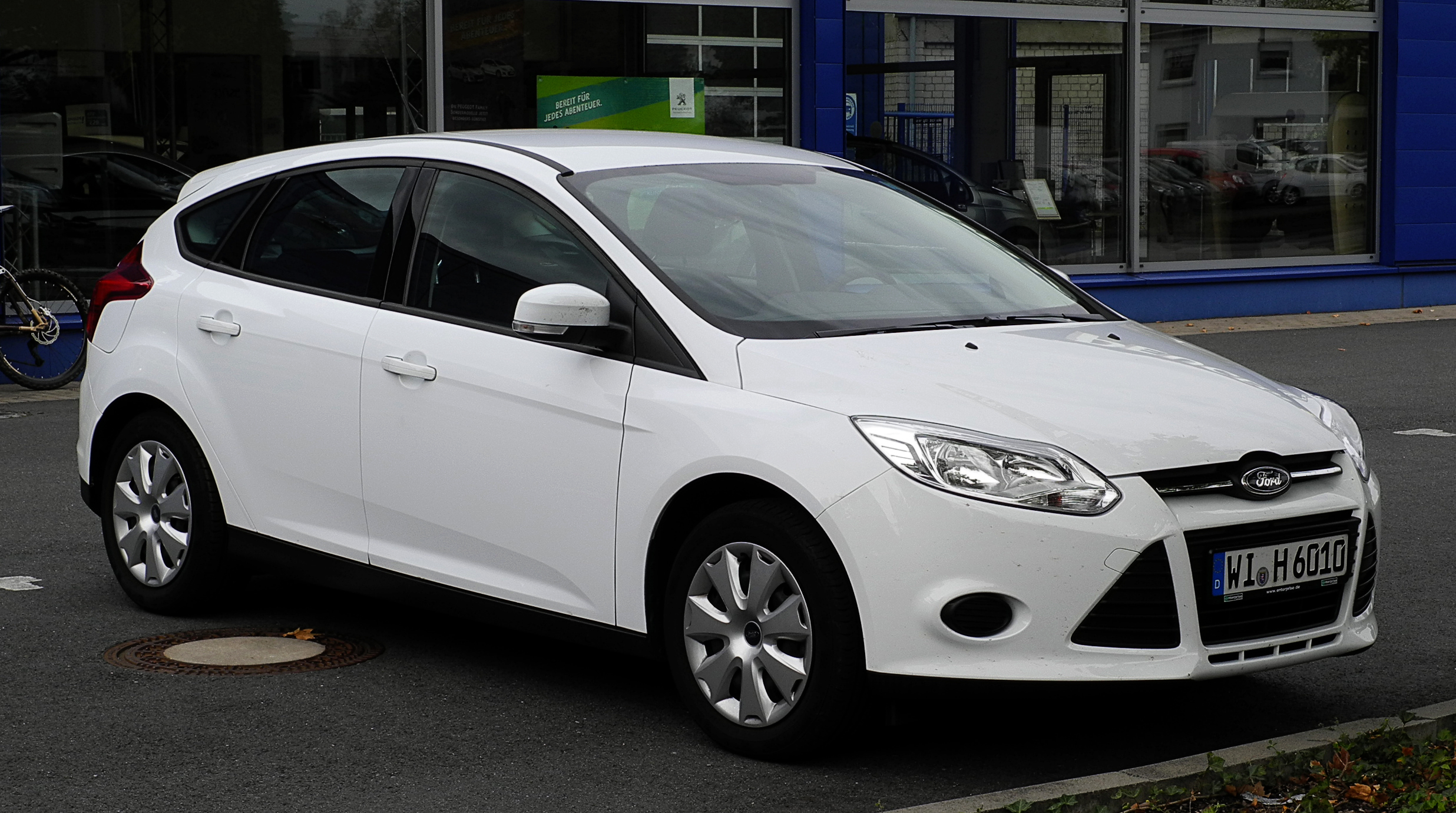
فورد فوكوس

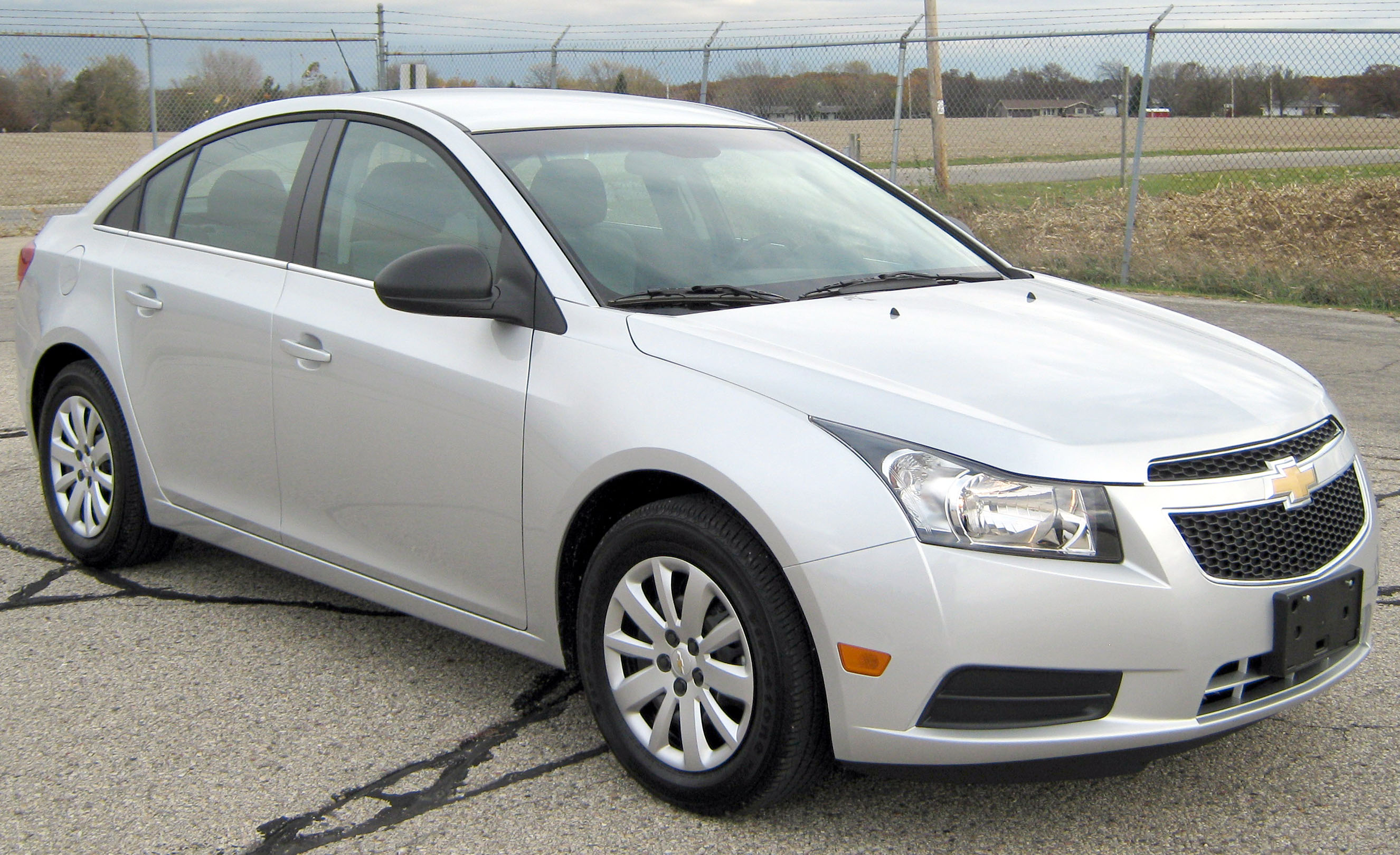
شيفروليه كروز

### تاريخها

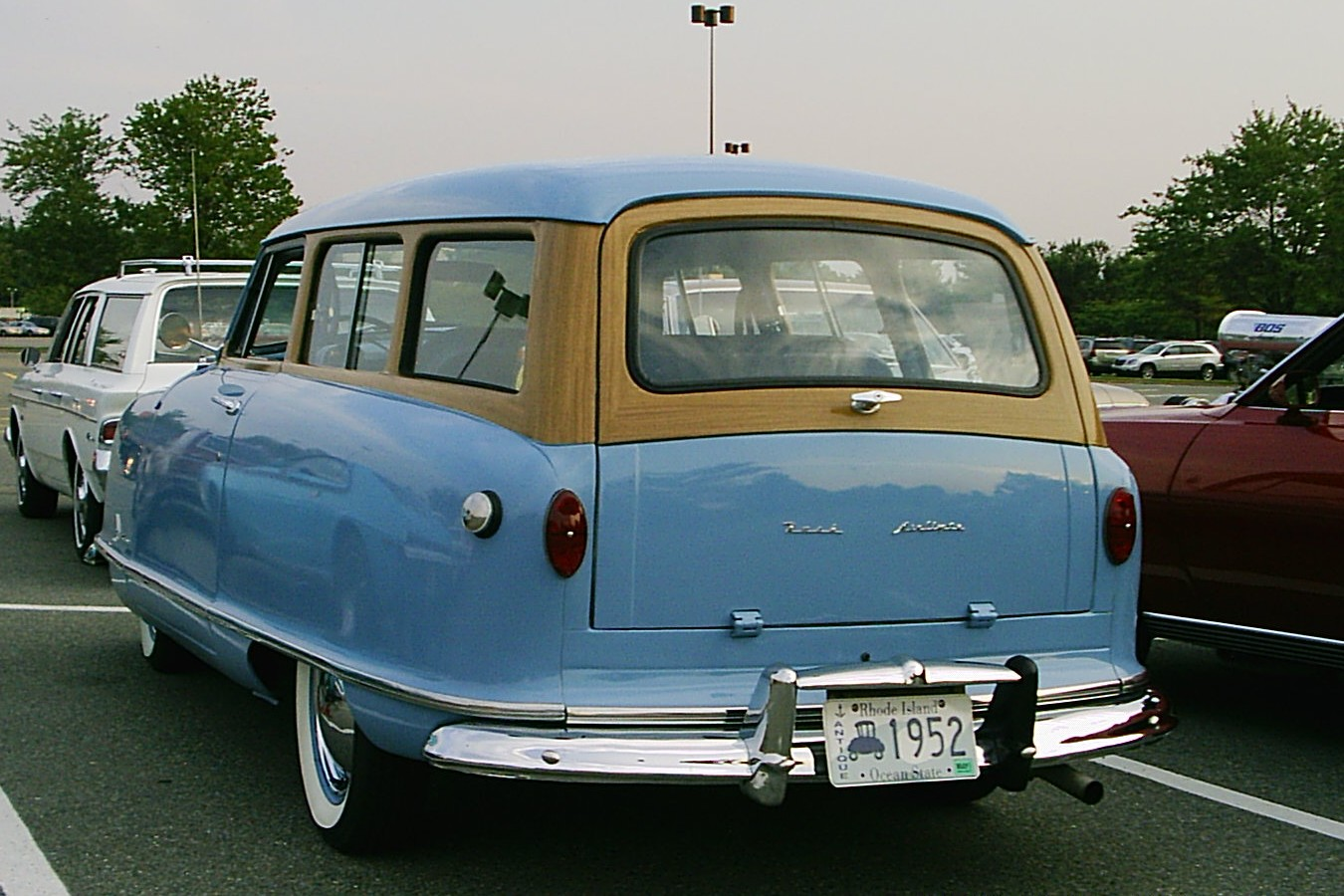
Nash Rambler عام 1952

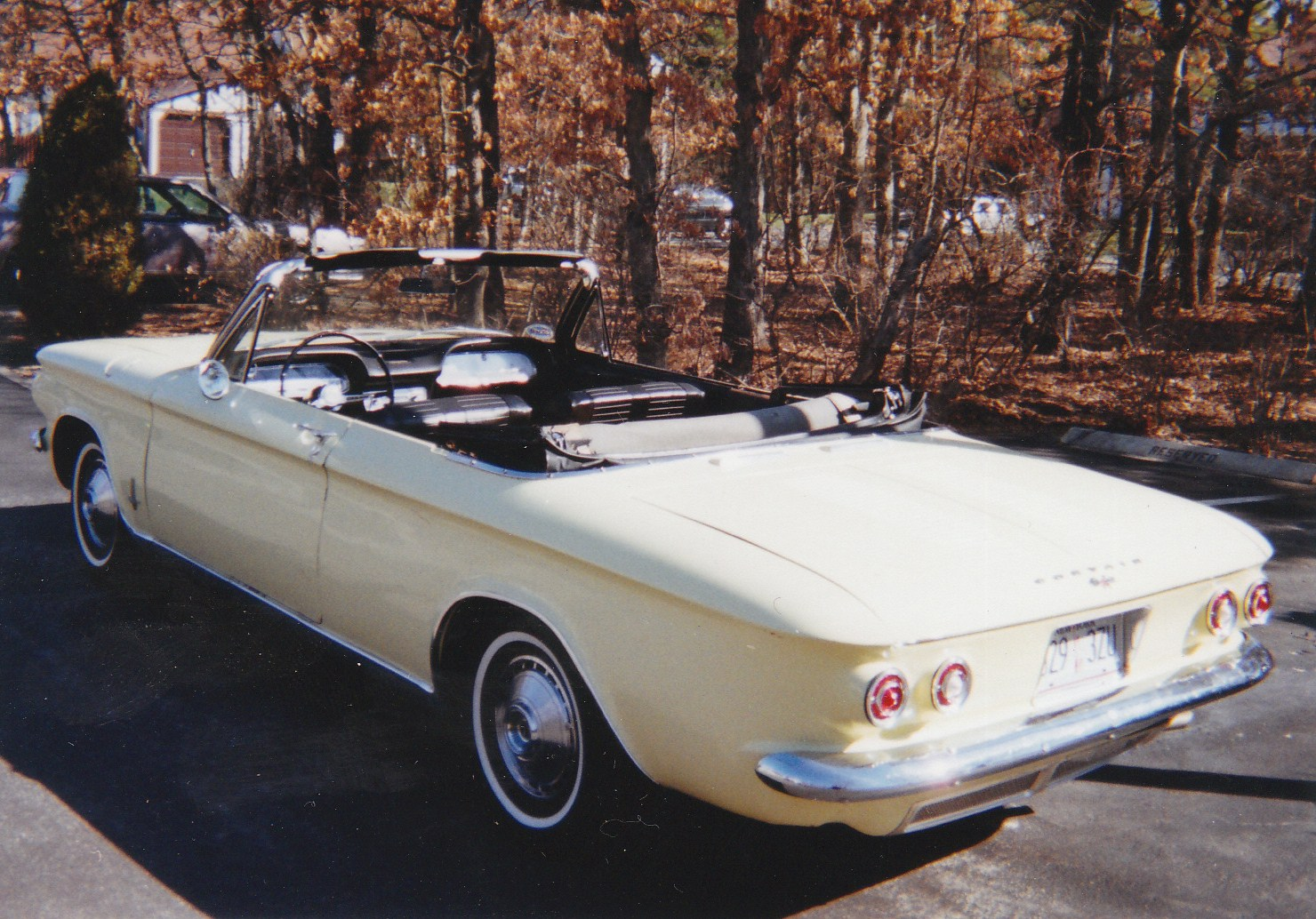
1964 شيفروليه

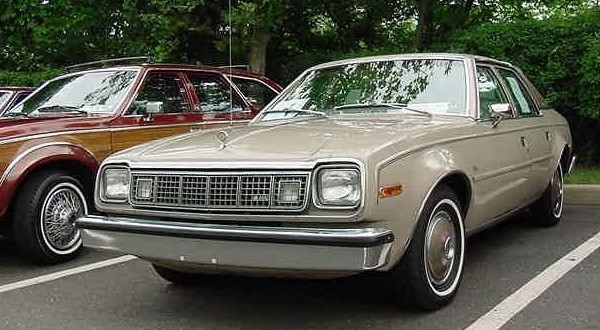
1978

بالرغم من أن السيارة بدأت في الولايات المتحدة قبل الحرب العالمية الثانية إلا انه تم تصديرها بعد عام 1950 بداية بناش موتورز التي تم تحويلها إلى سيارة مكشوفة .

## في أوروبا

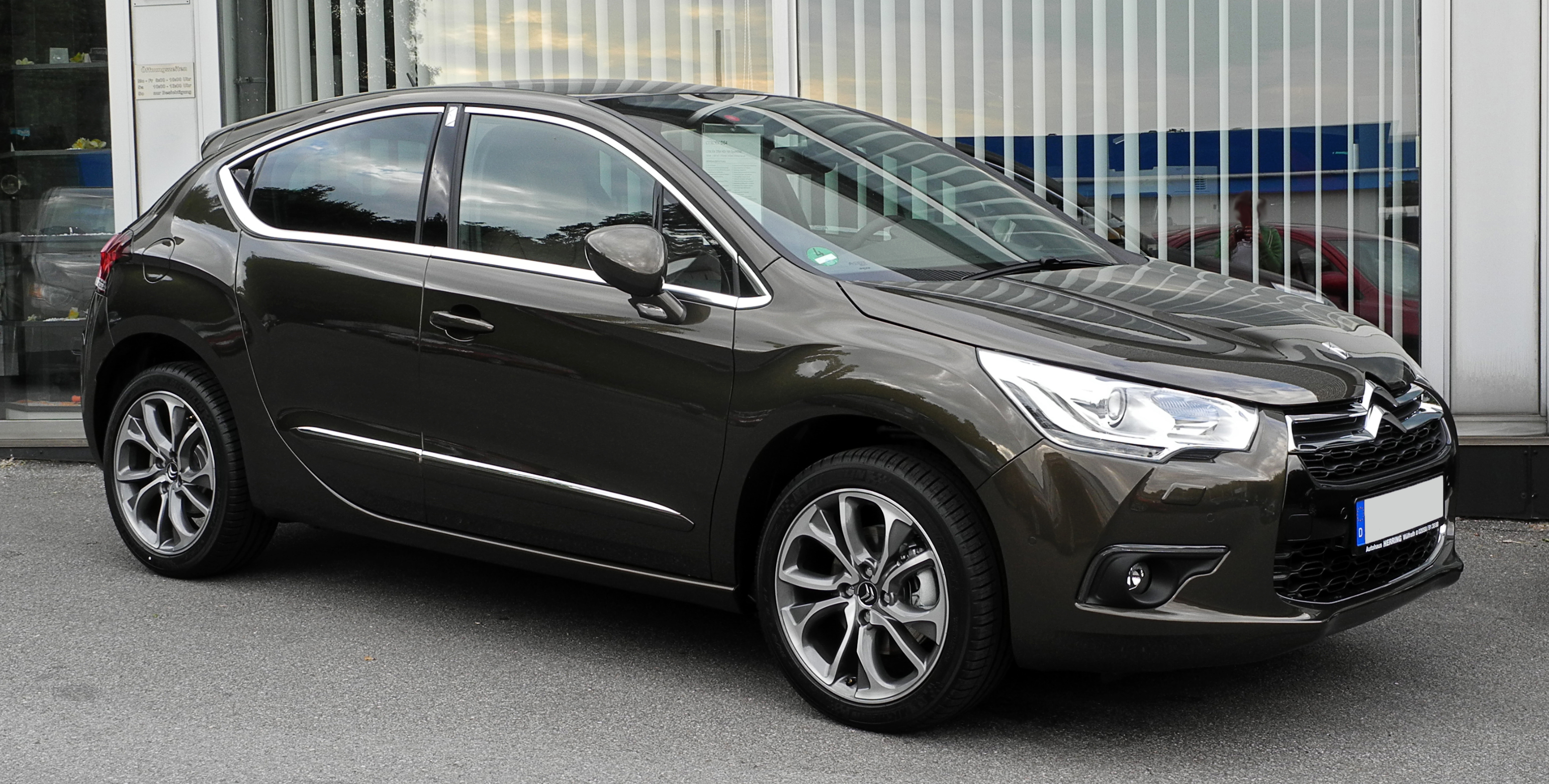
سيتروين دي إس 4

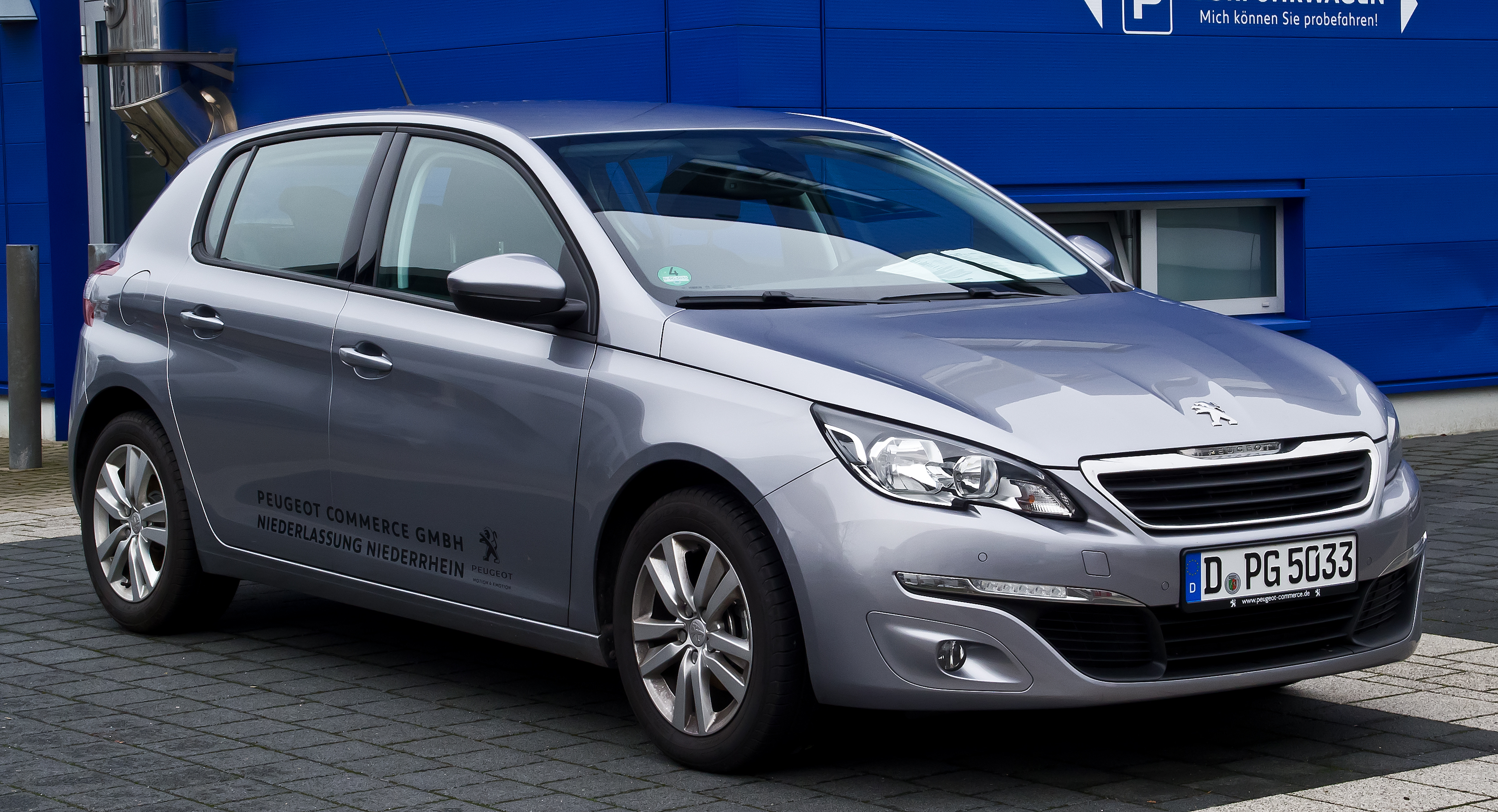
بيجو 308 سيارة العام الأوروبية 2014

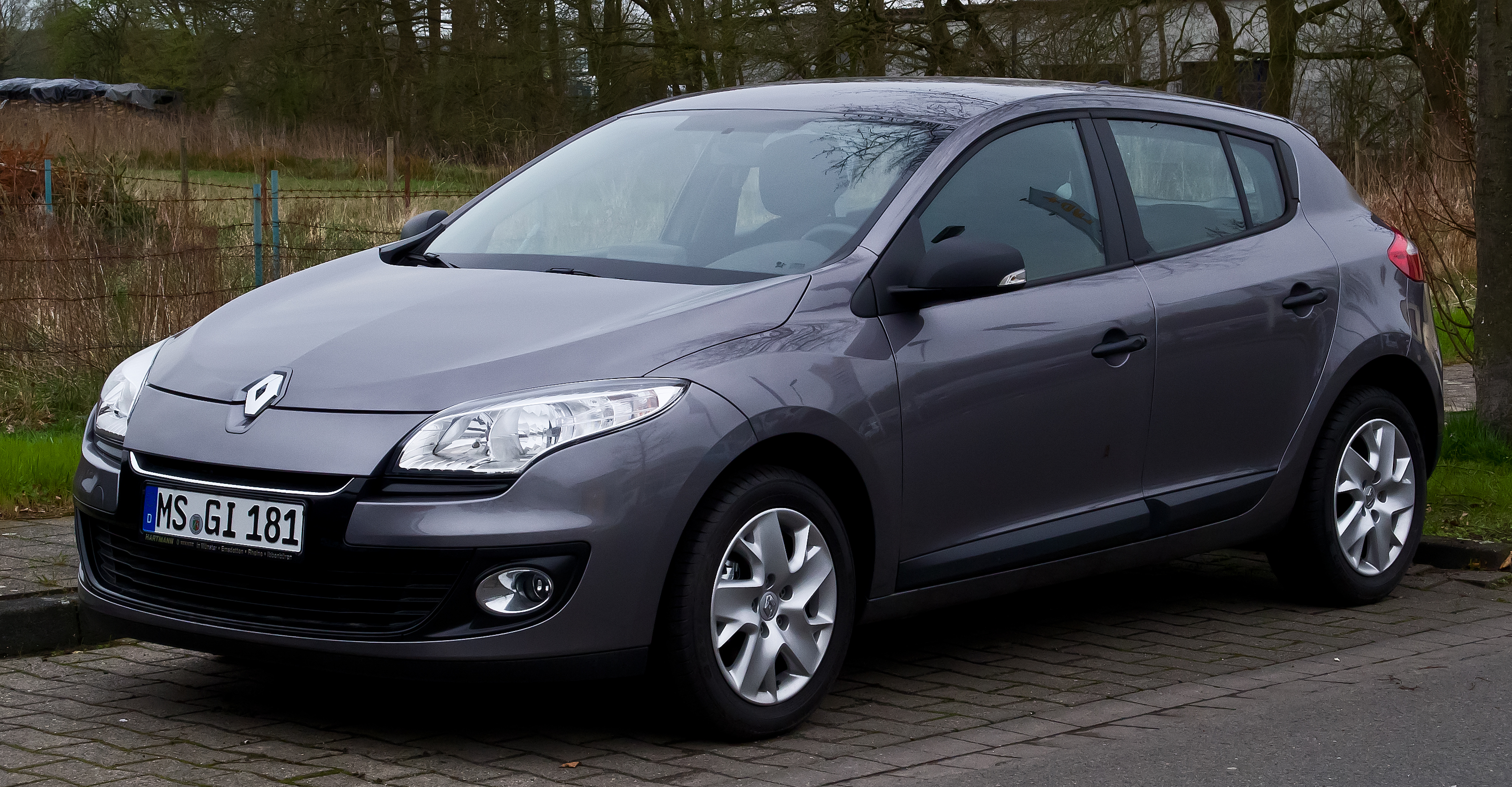
رينو ميجان

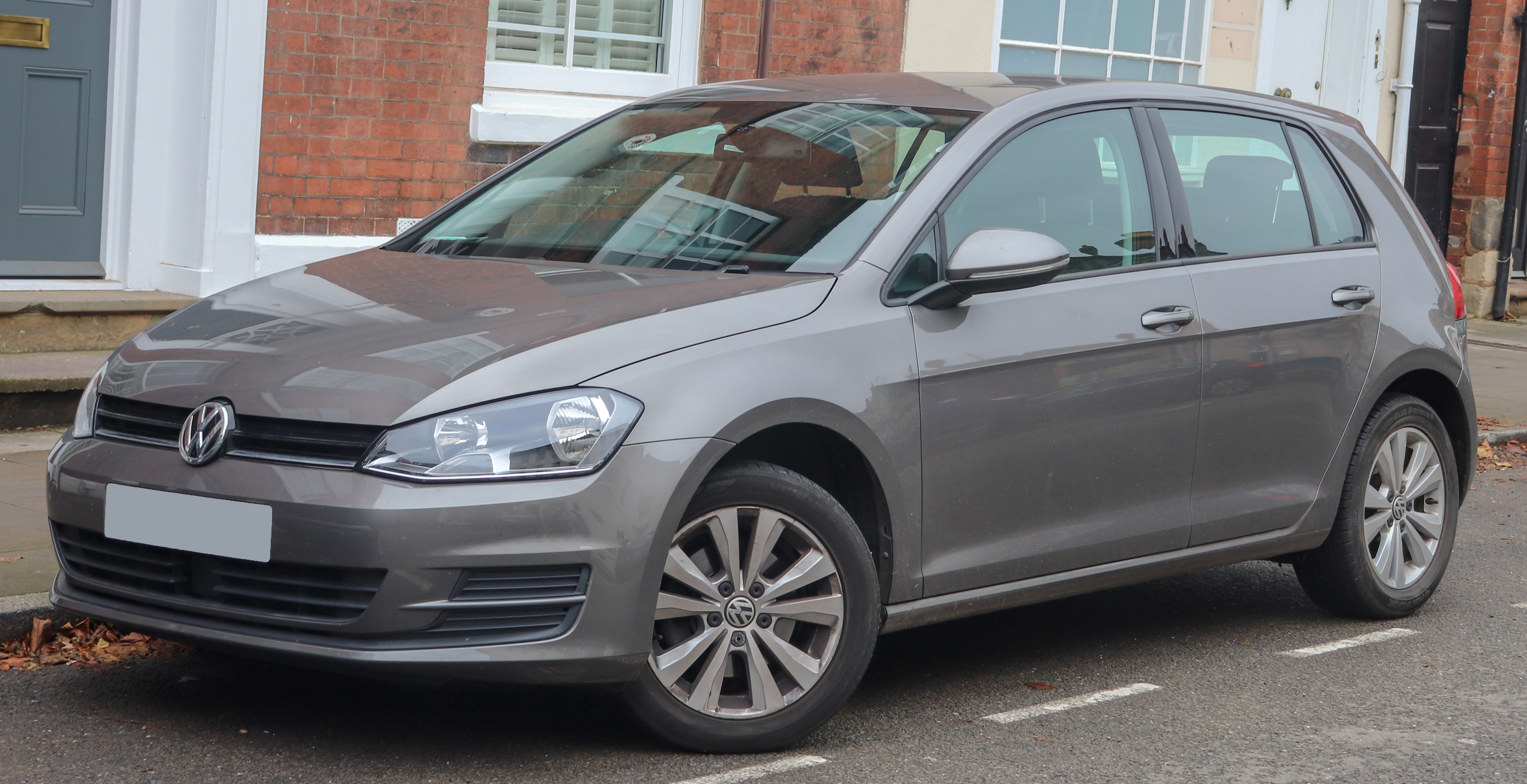
فولكسفاغن غولف

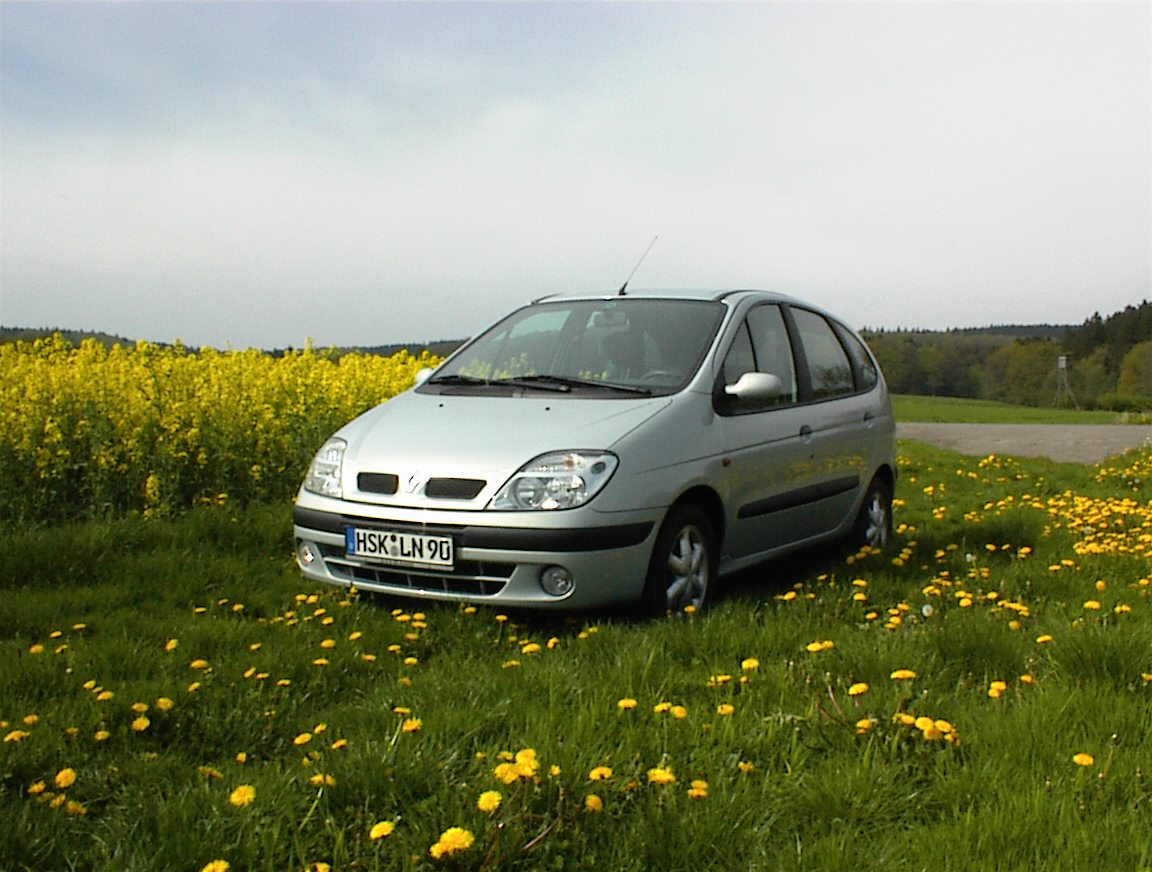
رينو سينيك, فازت عام 2014 بسيارة العام الأوروبية

## تصنيف السيارات حسب سعتها الداخلية
| الفئة                | السعة الداخلية                |
| -------------------- | ----------------------------- |
| سيارة صغيرة          | < 85 قدم3 (2.4 م3)            |
| سيارة ثانوية         | 85–99.9 قدم3 (2.41–2.83 م3)   |
| سيارة مدمجة          | 100–109.9 قدم3 (2.83–3.11 م3) |
| سيارة متوسطة         | 110–119.9 قدم3 (3.11–3.40 م3) |
| سيارة عريضة          | ≥ 120 قدم3 (3.4 م3)           |
| سيارة صغيرة الصندوق  | < 130 قدم3 (3.7 م3)           |
| سيارة متوسطة الصندوق | 130–160 قدم3 (3.7–4.5 م3)     |
| سيارة عريضة الصندوق  | ≥ 160 قدم3 (4.5 م3)           |

## النموذج الياباني

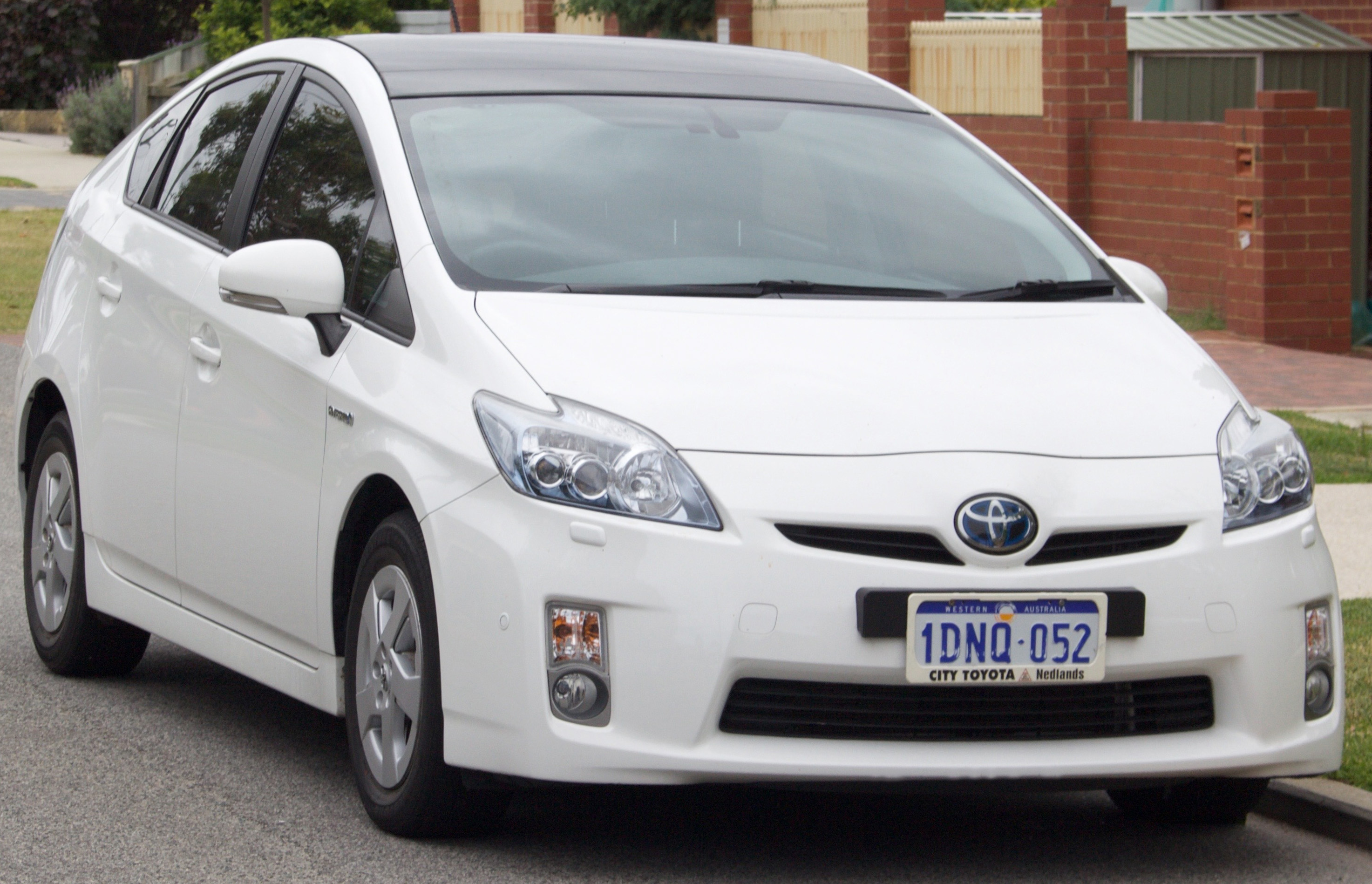
تويوتا بريوس

في عام 1955 قامت وزارة التجارة والصناعة الدولية في اليابان بوضع هدفها بالسيارة الوطنية

## نموذج المملكة المتحدة

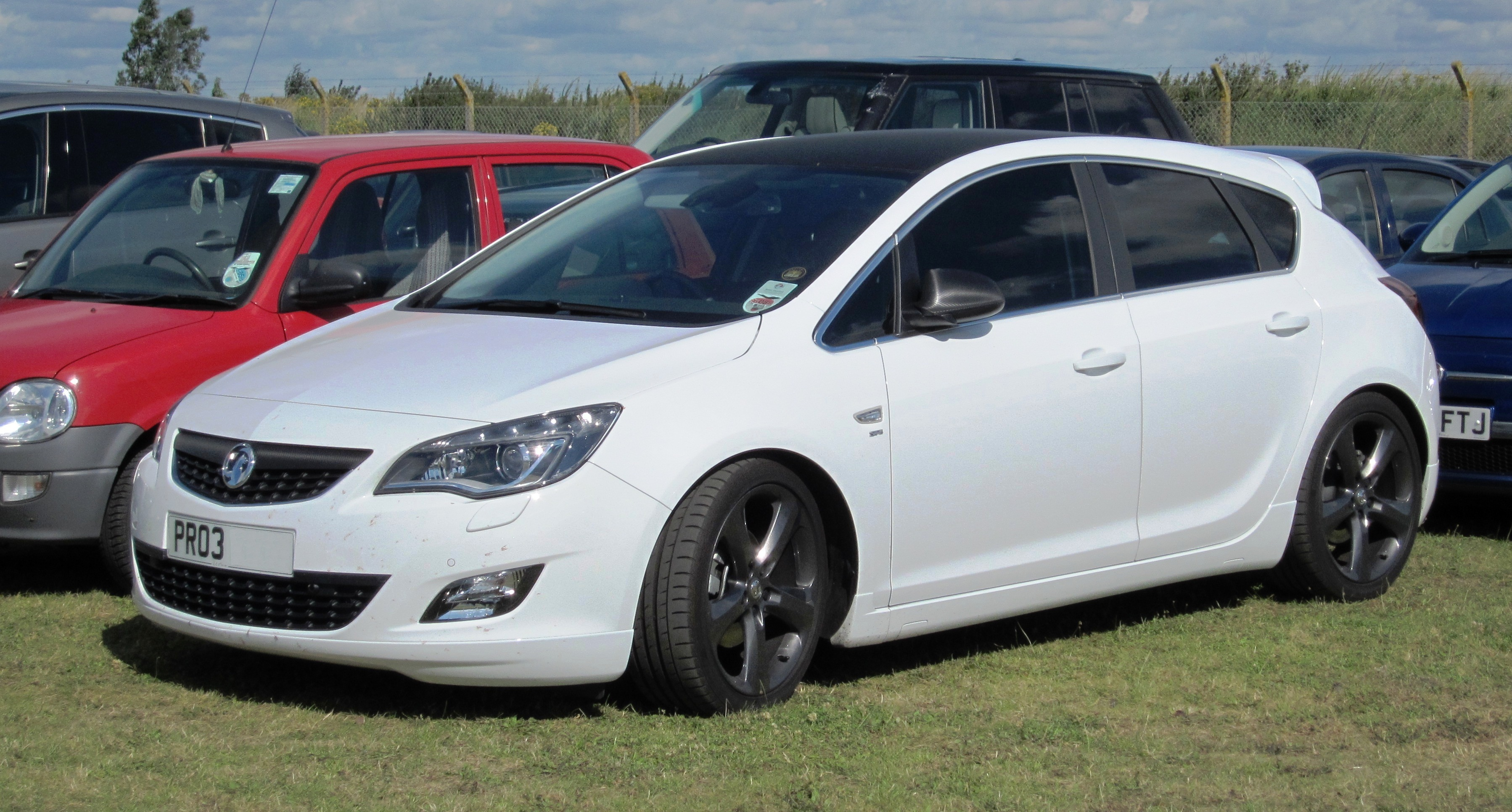
فوكس هال استرا, وهو يتبع لأوبل آسترا جنرال موتورز

## روابط خارجية
- Official US government car size class definitions